# T. Viswanathan
Tanjore Viswanathan (n. Madras el 13 de agosto de 1927 † f. D Hartford, Connecticut, Estados Unidos el 10 de septiembre de 2002) fue un cantante y músico indio de música carnática, además uno de los especialistas en tocar los instrumentos musicales tradicionales como la flauta carnática y con una voz única. Su hermano fue el instrumentista de mridangam, T. Ranganathan (1925-1987). 
Conocido también como T. Viswanathan o simplemente Viswa, era nieto del músico legendario Veena Dhanammal, uno de los máximos exponente de la música tradicional del sur de la India. Viswa era también hermano de T. Balasaraswati, otro máximo exponente de la música Bharatanatyam de la segunda mitad del siglo XX. Ambos provienen de una familia dedicados a la música tradicional, Viswa tuvo además como tutor a Tiruppamparam Swaminatha Pillai, uno de los destacados innovadores de la flauta de bambú, junto con T. R. Mahalingam (Mali). 
Viswa ha combinado los mejores estilos de la música tradicional de la familia de Swaminathan Pillai, como la forma de tocar la flauta con un estilo único y vocal, haciendo justicia a la letra y la cadencia. De hecho Viswa siempre demostraba ante el público su estilo único como interpretar su música con la flauta y el canto, a pesar de que no era un artista de voz entrenada, se ha destacado como un músico con talento. Su repertorio fue amplia y además uno de los más escuchados en particular por la audiencia. Además formó un grupo musical con estudiantes de la India y del extranjero para cantar, pero solo uno de los estudiantes como T. R. Moorthy, se dedicó a tocar la flauta.
Viswa era gran parte responsable de la puesta de Jon Higgins en el escenario de la música carnatic, que llegó hacerse tan popular como para hacerse conocer como Higgins Bhagavathar entre los rasikas de la música del sur de India. Para enseñar a los estudiantes extranjeros, Viswa pudo emplearse en notaciones complejas para representar la ornamentación y oscilación que lo hizo característico de la música del sur de India.

## Enlaces masculinos
- T Viswanathan page at MusicalNirvana.com site
- T. Viswanathan page from David Nelson site
- T. Viswanathan tribute from Afropop Worldwide site
- T. Viswanathan: In Memoriam from Sruti Magazine, Chennai, India

- Datos: Q15488478